# Au Bonheur des Dames (film, 1943)
Pour les articles homonymes, voir Au Bonheur des Dames (homonymie).
Pour plus de détails, voir Fiche technique et Distribution.
Au Bonheur des Dames est un film français réalisé par André Cayatte, sorti en 1943, tiré du roman Au Bonheur des Dames d'Émile Zola.
Une précédente adaptation, Au Bonheur des Dames, réalisé par Julien Duvivier, est sortie en 1930.

## Synopsis
Vieil homme irascible, M. Baudu tient, dans les années 1860, une boutique de tissus dans un vieux quartier de Paris. Mais l'ouverture récente d'un grand magasin moderne met son commerce en péril. Tout se complique lorsque sa nièce et ses deux neveux, récemment orphelins, quittent sans prévenir leur village normand et débarquent chez lui.
Denise, la jeune fille, trouve alors du travail dans le grand magasin concurrent, à la grande fureur de son oncle. Pire encore, elle plaît manifestement beaucoup au directeur, le sémillant M. Mouret, dont la réussite commence à ruiner tous les commerçants traditionnels, faisant de ce fait de Denise une traîtresse à sa famille et à son milieu.

## Fiche technique
- Titre original : Au Bonheur des Dames
- Réalisation : André Cayatte
- Scénario : André Cayatte, Michel Duran, André Legrand, d'après le roman Au Bonheur des Dames d'Émile Zola
- Assistant réalisateur : Jean Devaivre
- Production : Louis Sédrat
- Production : Continental-Films
- Photographie : Armand Thirard
- Montage : Gérard Bensdorp
- Décors : André Andrejew
- Costumes : Rosine Delamare
- Pays :  France
- Genre : Drame
- Durée : 88 minutes
- Format : Noir et blanc
- Date de sortie :France : 20 juillet 1943[1]
- Affiche : Jacques Bonneaud (France)

## Distribution
- Michel Simon : Baudu, le propriétaire du « Vieil Elbeuf », un drapier à l'ancienne
- Albert Préjean : Octave Mouret, son rival, plus ambitieux et plus moderne
- Blanchette Brunoy : Denise Baudu, la nièce de Baudu, qui sera engagée comme première (chef de rayon) chez Mouret
- Suzy Prim : Henriette Desforges, une femme riche, légère et sans scrupules avec laquelle Mouret cherche à s'associer
- Jean Tissier : Emile Bourdoncle, le chef du personnel d'« Au Bonheur des Dames »
- Georges Chamarat : l'inspecteur Jouve, le détective d'« Au Bonheur des Dames »
- Pierre Bertin : Gaujean, fournisseur en tissus et de Baudu et de Mouret
- Santa Relli : Geneviève Baudu, la fille de Baudu promise au commis Colomban
- René Blancard : Jules Colomban, le commis de Baudu qui doit épouser Geneviève
- Juliette Faber : Marguerite Vadon, une vendeuse d'« Au Bonheur des Dames »
- Huguette Vivier : Clara Prunaire, une vendeuse d'« Au Bonheur des Dames »
- Catherine Fonteney : Aurélie Lhomme, la première (chef de rayon) du rayon confection d'« Au Bonheur des Dames »
- Jacqueline Gauthier : Pauline Cugnot, vendeuse au rayon lingerie, la seule véritable amie de Denise
- Jean Rigaux : Baugé, un vendeur d'« Au Bonheur des Dames », amant puis mari de Pauline
- Maximilienne : Madame Cabin
- Marcelle Rexiane : Madame Marty, l'épouse dépensière d'un professeur
- Suzet Maïs : la comtesse de Boves, une femme de la haute société, cleptomane
- Pierre Labry : le serrurier
- André Reybaz : Jean Baudu, un beau jeune homme apprenti ébéniste-ivoirier, l'un des deux frères de Denise
- Jacques Latrouite : Pépé Baudu, le frère cadet de Denise et de Jean
- Paul Barge (non crédité) : un boutiquier

## Autour du film
Film tourné sous l'Occupation par la Continental, Au Bonheur des Dames est un chef-d'œuvre du cinéma des années 1940, à la photographie, aux costumes et aux musiques extrêmement étudiés.
Il réunit à la fois Michel Simon, Albert Préjean, Blanchette Brunoy, Jean Tissier et Suzy Prim, dans une grande fresque inspirée de Zola, et qui a le mérite de se situer dans le passé, et donc d'éviter d'aborder la situation présente de 1943, la guerre et l'occupant. Certains ont cependant voulu voir dans ce film une œuvre pétainiste, puisque tout s'arrange à la fin, le grand patron prenant un virage paternaliste et social, dans un esprit absolument contraire à la lutte des classes. Mais cette interprétation n'est pas tenable, puisque ce dénouement est strictement conforme à celui du roman de Zola.
Ce film majeur des années 1940 est aujourd'hui disponible en DVD aux éditions Gaumont découverte.
Bertrand Tavernier reproduit, dans son film Laissez-passer, le tournage d'une des dernières scènes du film, mettant en scène Michel Simon affrontant Albert Préjean, où Michel Simon refuse de jouer en présence d'un représentant allemand de la firme Continental.